# Paroplapoderus validus
Paroplapoderus validus là một loài bọ cánh cứng trong họ Attelabidae. Loài này được Voss miêu tả khoa học năm 1926.